# Armeria sardoa
Lo spillone di Sardegna (Armeria sardoa Spreng., 1827) è una pianta erbacea perenne, camefita suffruticosa, appartenente alla famiglia delle Plumbaginaceae.
È una specie endemica della Sardegna e la si può ritrovare in tutte le zone montuose dell'isola.

## Descrizione

### Portamento
La pianta si sviluppa per un'altezza compresa tra i 4 ed i 40 centimetri, con un breve fusto legnoso sul quale si innestano numerosi scapi.

### Foglie
Le foglie sono lineari e si sviluppano in rosette basali piuttosto rade, raggiungendo una lunghezza compresa tra 1 e 5 centimetri. Presentano una sola nervatura. Quelle più esterne hanno una larghezza non superiore ai 2 millimetri mentre quelle interne non superano il millimetro.

### Fiori
I fiori si sviluppano in capolini del diametro compreso tra 10 e 14 millimetri che sono portati da lunghi scapi. Ogni capolino è composto da circa 40 spighette. Sono presenti delle bratee ovali che proteggono il capolino. Esternamente alle brattee vi sono delle squamette. Il calice è lungo tra i 4,5 ed i 6 millimetri e la corolla assume una colorazione rosea. La fioritura avviene nel periodo compreso tra maggio e luglio.

### Radici
L'apparato radicale è costituito da un corto fittone dal quale emerge il breve fusto.

## Distribuzione e habitat
È diffusa in Sardegna. Il suo habitat naturale è rappresentato dalle aree rocciose e dai pascoli montani, preferibilmente in terreni silicei. Vegeta a quote comprese tra 0 e 1.800 metri.

## Conservazione
Allo stato attuale non esistono misure di tutela per questa specie, nonostante un progetto di legge a tale proposito presentato da alcuni consiglieri del Consiglio regionale della Sardegna nel 2006.